# Akkrum
Akkrum é um vilarejo localizado na província de Frísia, Países Baixos.